# Tricimba exvittata
Tricimba exvittata är en tvåvingeart som beskrevs av Ismay 1993. Tricimba exvittata ingår i släktet Tricimba och familjen fritflugor. Inga underarter finns listade i Catalogue of Life.